# Antolín Merino
Antolín Merino de Bolea (Ayuela de Valdavia, Palencia, 2 septembre 1745 - 22 mars 1830) est un religieux augustin, historien et écrivain espagnol, éditeur des œuvres de fray Luis de León.

## Biographie
Fils légitime de Andrés Merino et Andrea de Bolea, des laboureurs, il est né à Ayuela de Valdavia, et a été baptisé le 12 septembre. À 15 ans, son père l'a envoyé étudier la philosophie à l'Université de Valladolid et Antolín est devenu en trois années bachelier es Arts. En janvier 1765, alors qu'il n'avait pas encore 20 ans, il a rejoint l'Ordre de Saint Augustin. Il est allé à Salamanque, où il a étudié la théologie, le grec et l'hébreu. Après avoir été ordonné prêtre, il s'est consacré à l'enseignement et à occuper divers postes dans son ordre. Après un concours, il a obtenu la chaire de philosophie du Collège "Doña María de Aragón" et après un autre concours, il est devenu lecteur de son couvent de Tolède. En 1800, il était déjà Recteur du  Collège "Doña María de Aragón". Il a publié les 7 tomes des Opuscules de saint Augustin. Le Chapitre de 1779 lui a commandé d'écrire un cours philosophique et en 1789 il a obtenu la chaire après la mort du père Manuel Buencuchillo. Le 21 septembre 1800, il a obtenu la permission de se présenter avec un autre frère comme procureurs à la province de Santa Fe de Bogota. En octobre, il est devenu le secrétaire général. Avec Manuel Risco, il a été chargé de poursuivre l'édition de España sagrada du père Enrique Flórez. Dans le même temps, il prépare sa grande édition critique des œuvres de Fray Luis de León. Déjà en 1804, il a publié les deux premiers volumes des cinq qui paraîtront jusqu'en 1806. L'œuvre a été un succès et a été réimprimée. En mai 1808, il a été vicaire de son Ordre en Espagne. Les partisans de Joseph Bonaparte lui ont offert une place de chanoine à Palencia, mais patriotiquement il a rejeté la nomination. Pendant la restauration, il a abandonné en 1814 son poste de Vicaire pour celui d'adjoint général de l'Ordre. Il s'est réfugié dans la maison de son beau-frère Esteban de Agreda pendant la révolution, et a édité le premier volume de Trabajos de Jesús, mais l'édition a été confisquée par le gouvernement. Le ministre de l'Intérieur a accepté qu'il puisse poursuivre ses travaux littéraires et lui a rendu les exemplaires. Le 31 mars 1815, il a été nommé surnuméraire de l'Académie royale d'histoire et un an plus tard « continuateur officiel de España sagrada de Flórez ». Entre 1819 et 1826, il a édité les volumes XLIII et XLIV de cet ouvrage. À la mort du Père Juan Fernandez Rojas en 1819, il a été nommé procureur général et, en 1823, vicaire des Augustins. Certains l'ont accusé d'avoir occupé cette charge de manière injustifiée, mais lors du Chapitre général de 1827, il a protesté et cette accusation a été retirée du registre général. Très malade et presque aveugle, il est mort le 22 mars 1830, à 84 ans. Son portrait est conservé à l'Académie royale d'histoire.

## Œuvres et publications
- Augustinus sui interpres in explicanda gratia (publié en Italie en 1790)
- Opúsculos de saint Augustin (7 tomes)
- Obras castellanas y latinas de fray Luis de León (5 tomes)
- Parafrástica explicación y traducción de los salmos y canciones divinas (1809)
- España sagrada, volumes XLIII et XLIV